# 容溟舟
容溟舟（英語：Michael Yung Ming-chau，1976年4月10日—），前香港沙田區議會大水坑選區議員。現為公民黨成員及新退黨同盟主席，曾經是新民主同盟及民主黨成員。

## 政治生涯
2007年區議會選舉中，擊敗該區議員何秀武（民建聯成員），首次當選為大水坑選區區議員。2011年區議會選舉以2044票擊敗民建聯張子賢及獨立人士羅月華成功連任。2015年區議會選舉再次擊敗民建聯張子賢連任。2016年11月，容溟舟正式加入公民黨，為公民黨成立以來首名新界東區議員。2019年區議會選舉，在反對逃犯條例修訂草案運動帶動下，容溟舟取得5157票，以1531票之差拋離民建聯朱煥釗，連任成功，連同徒弟陳珮明在海嵐選區當選，公民黨一統大水坑區。

### 駕車撞倒工人致骨折
容於2015年7月駕駛私家車在沙田排頭街小巴站撞倒裝修工人，令對方右腳骨折。他早前否認不小心駕駛罪，經審訊後今日被裁定罪成，判罰款3000元。

### 於周梓樂墜樓事件公開質疑寶福紀念館
於反對逃犯條例修訂草案運動期間，22歲香港科技大學學生周梓樂於2019年11月4日墜樓，至8日不治。及後於11月29日，有媒體報導寶福山突然向周母表示「唔做你生意，全行都唔做你生意」。
事件其後升溫，公民黨區議員容溟舟公開於寶福紀念館及自己的Facebook專頁質疑寶福紀念館，指自己曾就寶福紀念館訪客車輛對悠安街的違泊問題與寶福紀念館管理層李寶順、運輸署、田心警區及鄰近的屋苑法團主席在馬鞍山警署會議，但寶福紀念館沒有認真處理事情更反說容語帶恐嚇。

### 主張巴士線途經自己選區
容經常在區議會主張馬鞍山大部分巴士線須途經亞公角街，以滿足其所屬選區的對外交通，間接令路面狹窄的亞公角街有30多條巴士線途經，拉慢整體車程，所以容被巴士迷指他行為霸道，戲稱他做「容大帝」。

## 學歷
- 東華三院黃笏南中學
- 香港公開大學數學和電腦科學系（理學士）